# Jezero Beira
Jezero Beira je jezero v središču mesta Kolombo na Šrilanki. Jezero je obkroženo s številnimi velikimi podjetji. Pred približno 100 leti je zavzemalo približno 165 hektarjev zemljišč in je danes zaradi različnih razlogov zmanjšano na 65 hektarjev. V času kolonialne dobe so jezero uporabljali za najrazličnejše namene. Še vedno ohranja portugalsko ime. Povezano je s številnimi zapletenimi kanali, ki omogočajo enostaven prevoz blaga v mestu in primestnih naseljih.
Obstajajo trije deli jezera:
- vzhodno jezero, 43,2 ha, maksimalna globina 5,6 m
- jezero Galle Face in Zahodno jezero, ki imata skupno 22,2 ha in globino 3,4 m.

## Zgodovina
Leta 1521 so jezero ustvarili Portugalci za boljšo obrambo utrdbe Fort Colombo, predvsem pred lokalnimi kralji. Leta 1554 so zgradili jez, kjer se danes nahaja Dam Street. Leta 1578 je Mayadunne iz kraljestva Sitawaka poskušal uničiti jez, vendar ni uspel izsušiti jezera. Njegov sin Rajasingha I. je leta 1587 izpustil krokodile, okužil jezero iz več kanalov, vendar ni uspel premagati Portugalcev, ker so pripeljali ojačitve iz Indije. Ko so Nizozemci osvojili Šrilanko, je okrog leta 1700 nizozemski inženir Johann de Beer zgradil kanale in posušil sosednje aluvialne površine, da bi še izboljšal obrambo. Predvsem pa je zgradil kanal med reko Kelani in Panaduro. Jezero so razširili in ustvarili več otokov, kot je Otok sužnjev, nekateri od njih so bili dovolj veliki, da so imeli vas in nasad 600 kokosovih dreves. Ko so Britanci prevzeli nadzor, so odstranili krokodile in razvili območje okoli jezera za rekreacijske dejavnosti, kot so veslanje in jadranje. Območje okoli jezera je bilo priljubljeno za zabave, vključno z velikim plesom, ki je bil ob praznovanju novice o britanski zmagi pri Waterlooju. Prvi cejlonski botanični vrt Kew Gardens je bil odprt na Otoku sužnjev leta 1810, da bi gojili sadike za Royal Botanic Gardens Kew v Londonu. Do 19. stoletja se je začela melioracija in se zmanjševala površina jezera, začelo se je tudi onesnaževanje.

## Greater Beira
Obkrožen z mnogimi velikimi skladišči, ki spominjajo na preteklost, ko se je čaj prenašal v pristanišče Kolombo na ladjah po kanalu za dostop do pristanišča, je jezero zdaj zelo tiho, pri čemer je bilo veliko skladišč opuščenih. Z največjo dolžino 1 milje je jezero že več kot 140 let sedež veslaškega kluba Kolombo.
Ob obali je razstavni in kongresni center Šrilanke, tu je tudi Ljudska banka in sedež Oddelka za notranje prihodke. Associated Newspapers of Ceylon Limited je nameščena v bližnji stavbi "Lake House".
Jezero z mnogimi posestvi v državni lasti je bilo namenjeno razvoju, vključno z okrožjem s kazinoji ob cesti McCullum.

## Rastlinstvo in živalstvo
Jezero je dom vrste štorkelj, pelikanov, varanov in različnih vrst rib.

## Onesnaževanje
Jezero je dobilo svojo znano zeleno barvo in navadno slab vonj zaradi posledic onesnaženja v več sto letih in alg, ki so prisotne v vodi. Slab vonj je večinoma zaznan v suhem vremenu, zaradi večjega izhlapevanja in se zmanjša s prihodom monsuna.

## Obnova jezera Beira
Jezero Beira igra pomembno vlogo v projektu Megapolis Zahodne regije. V okviru projekta se pričakuje, da bo jezero Beira očiščeno in razvito s pomočjo singapurske pomoči in zasebnega kapitala. Vodne poti bodo očiščene z zaprtjem nezakonitih dotokov in kanalizacijskih cevi v jezero in preseljevanjem naselij, ki odlagajo odpadke ob jezero na območje socialnih stanovanjskih enot.  V okviru projekta Megapolis bo po obnovitvi nastalo okoli jezera nakupovalno okrožje, okrožje za razvedrilo in sprehajališče, skupaj z mnogimi hoteli in mešanimi razvojnimi projekti. 